# Schloss Berleburg

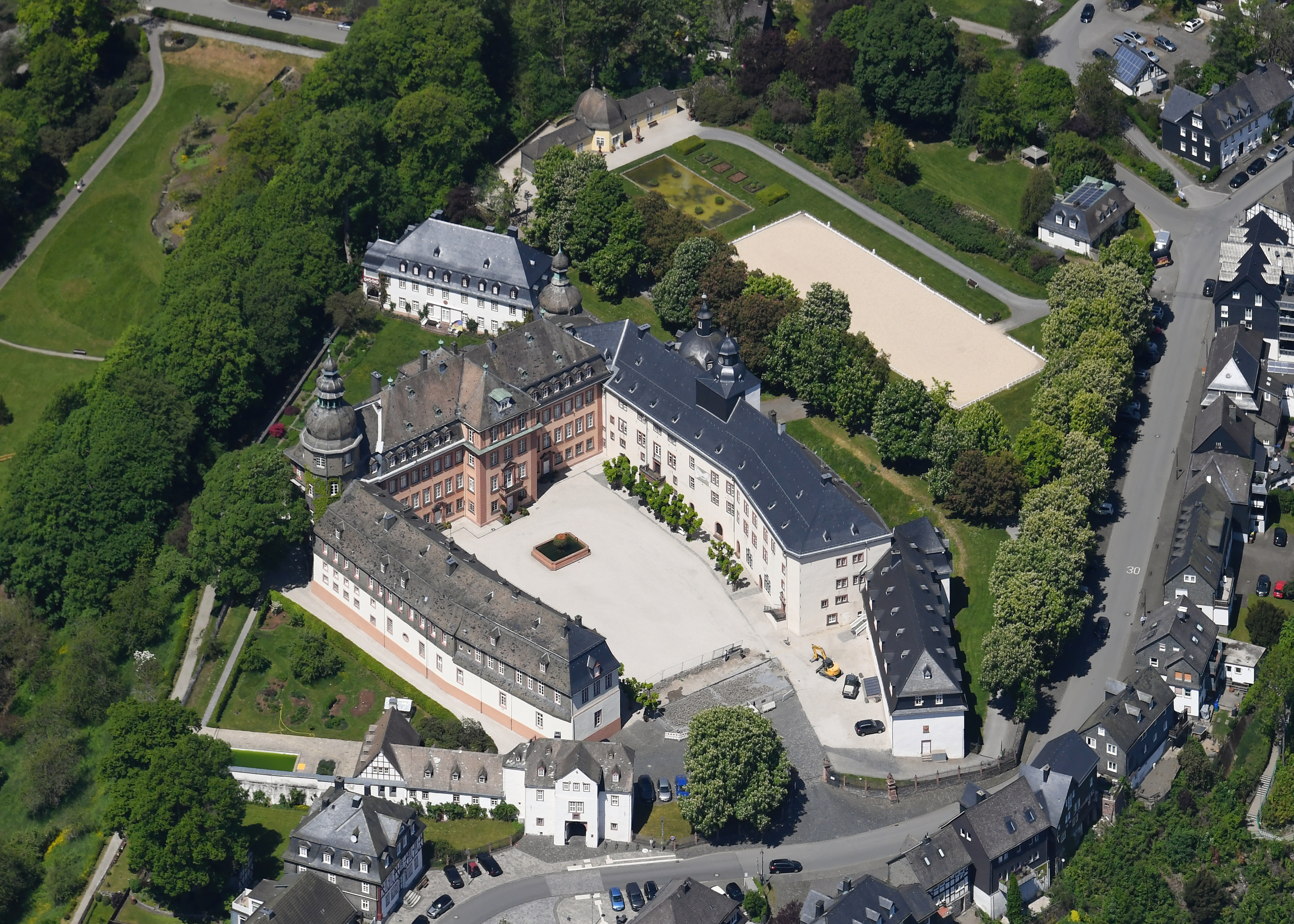
Schloss Berleburg von Südosten aus der Luft gesehen

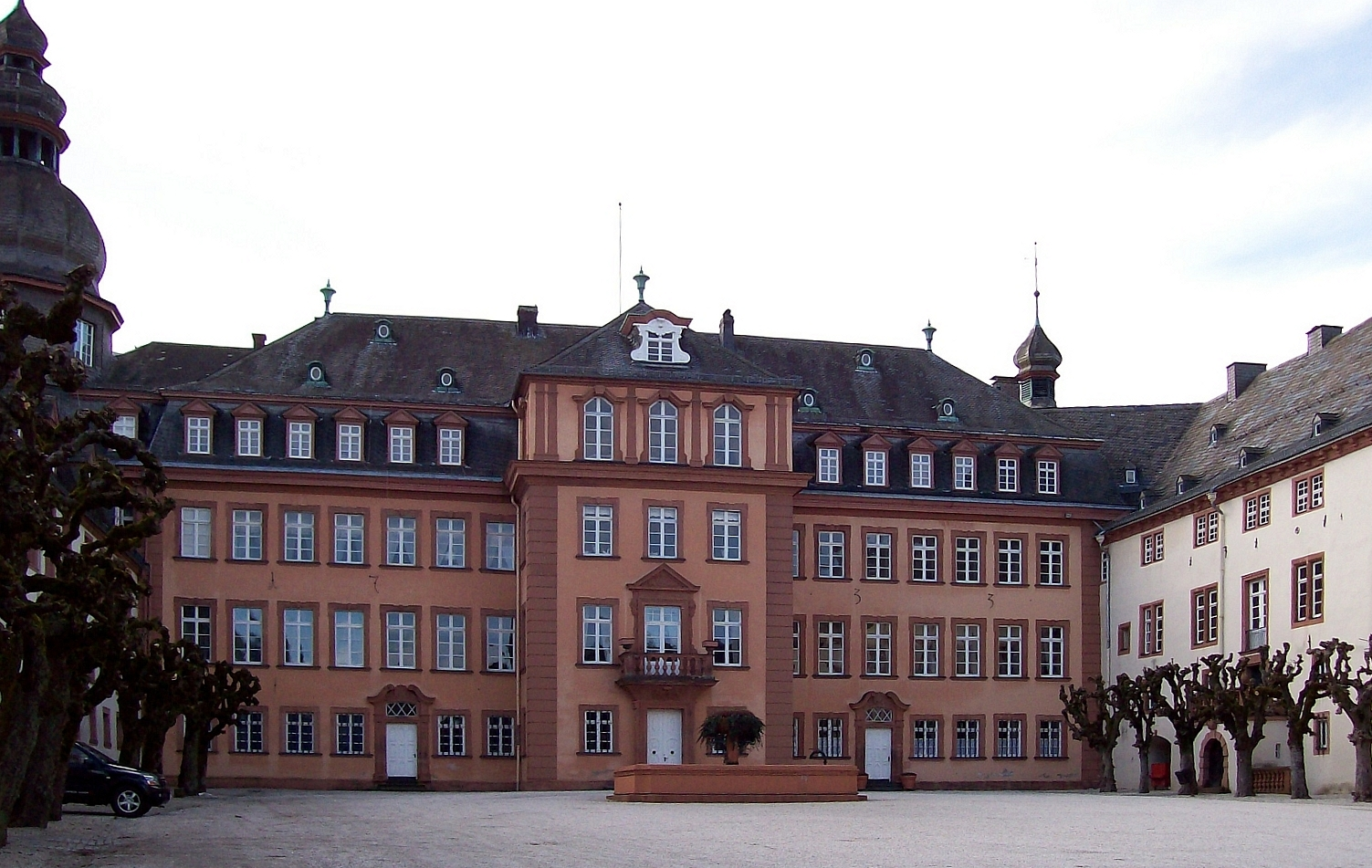
Schloss Berleburg

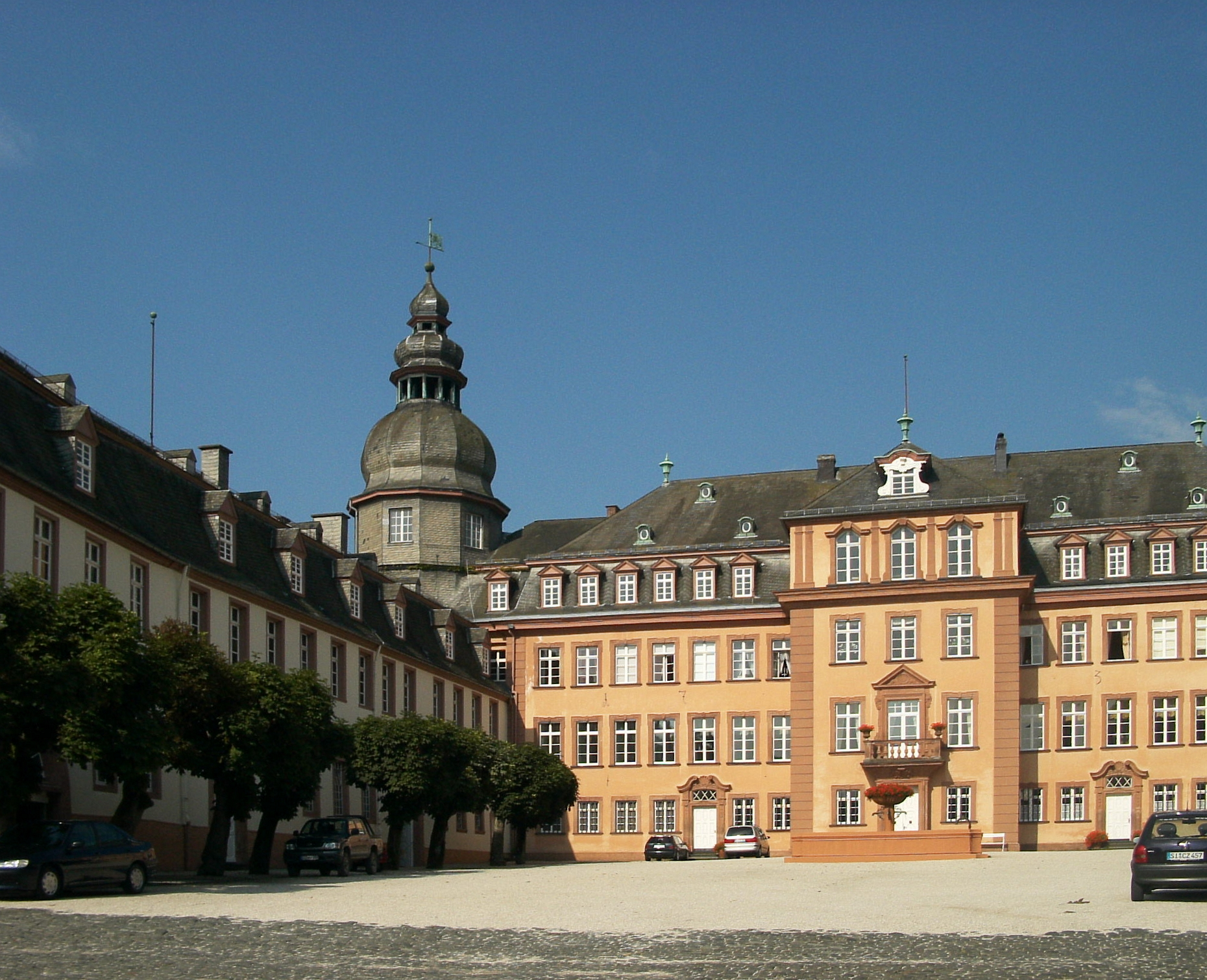
Schloss Berleburg

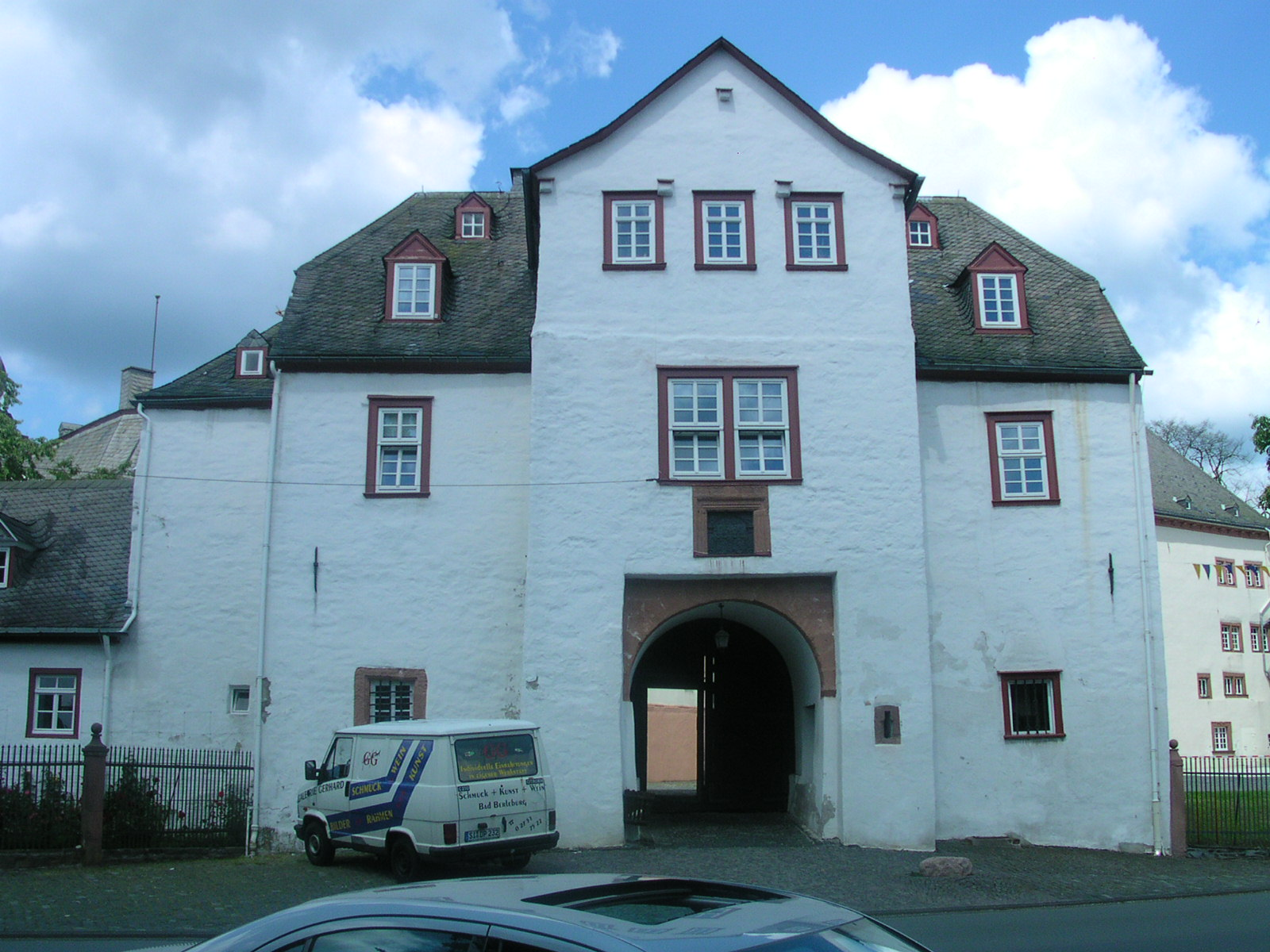
Schloss Berleburg, Torhaus aus dem 16. Jahrhundert

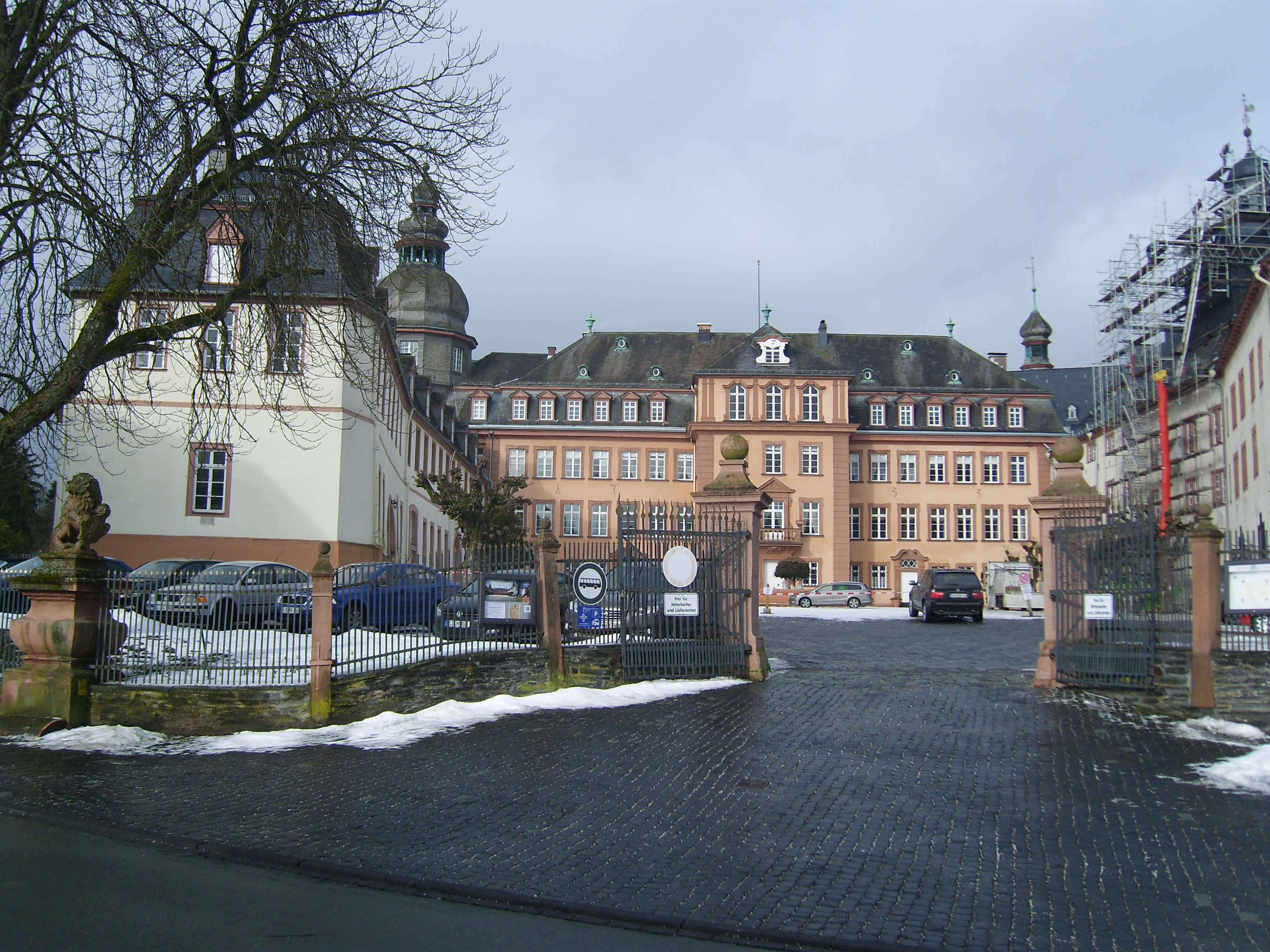
Ehrenhof

Das Schloss Berleburg in Bad Berleburg, einer Stadt im Kreis Siegen-Wittgenstein in Nordrhein-Westfalen wird seit über 600 Jahren durchgehend von der Familie Sayn-Wittgenstein bewohnt. Ein Teilbereich ist Museum, in dem Jagdgeräte, Uniformen, Waffen, Gläser, Porzellane und Teile der fürstlichen Kunstsammlung gezeigt werden.

## Geschichte
Das Schloss wurde im Jahr 1258 vom Grafen Siegfried I. und dem Klostervogt Adolf I. als Höhenburg erbaut. Die Doppelherrschaft in Berleburg endete im Jahr 1322, als Widekind von Grafschaft zu Gunsten Siegfrieds II. von Wittgenstein auf seine Rechte an der Stadt verzichtete. Nachdem dieser als letzter in dem Geschlecht der Wittgensteiner Grafen gestorben war, trat sein Schwiegersohn Salentin von Sayn das Erbe an. Er begründete das Haus Sayn-Wittgenstein. Die Berleburg diente als Jagdschloss, vor dem sich eine kleine städtische Ansiedlung erstreckte.
1506 wurde die Grafschaft Wittgenstein geteilt, Graf Johann VII. bezog das alte Jagdschloss Berleburg und legte so die Grundlagen für den nachfolgenden Ausbau zu einem Residenzschloss. 1531 legte er eigenhändig den Grundstein für einen neuen Bau. In den Jahren von 1555 bis 1557 wurde unter seinem Neffen Graf Ludwig d. Ä. der zweigeschossige Nordflügel des Schlosses erweitert. 1585 folgte der Bau des Torhauses.
Während der Regierungszeit des Grafen Casimir errichtete man von 1731 bis 1733 den dreigeschossigen Mittelflügel, der 1902 umgebaut wurde. Von 1732 bis 1739 wurde das Corps de Logis von Schloss Berleburg nach den Plänen von Julius Ludwig Rothweil ausgeführt. Die künstlerischen Steinmetzarbeiten führte der Marburger Hofbildhauer Johann Friedrich Sommer aus, die einfacheren Arbeiten lieferte der Marburger Maurer und Steinmetz Johann Adam Schäfer. Sommer schuf 1738/39 auch die vier erhaltenen Gartenskulpturen und weitere figürliche Plastik.
Friedrich von Thiersch fügte anlässlich eines Umbaus im Jahre 1912 die flankierenden Türme hinzu und veränderte das Treppenhaus. Das Schloss war bis zu seinem Tod im Jahr 2017 im Besitz von Richard zu Sayn-Wittgenstein-Berleburg. Nach einem über zwei gerichtliche Instanzen geführten Streit über die Erbfolge ist sein Sohn Gustav zu Sayn-Wittgenstein-Berleburg seit 30. Oktober 2020 Eigentümer des Schlosses und weiterer Liegenschaften.